# العتق

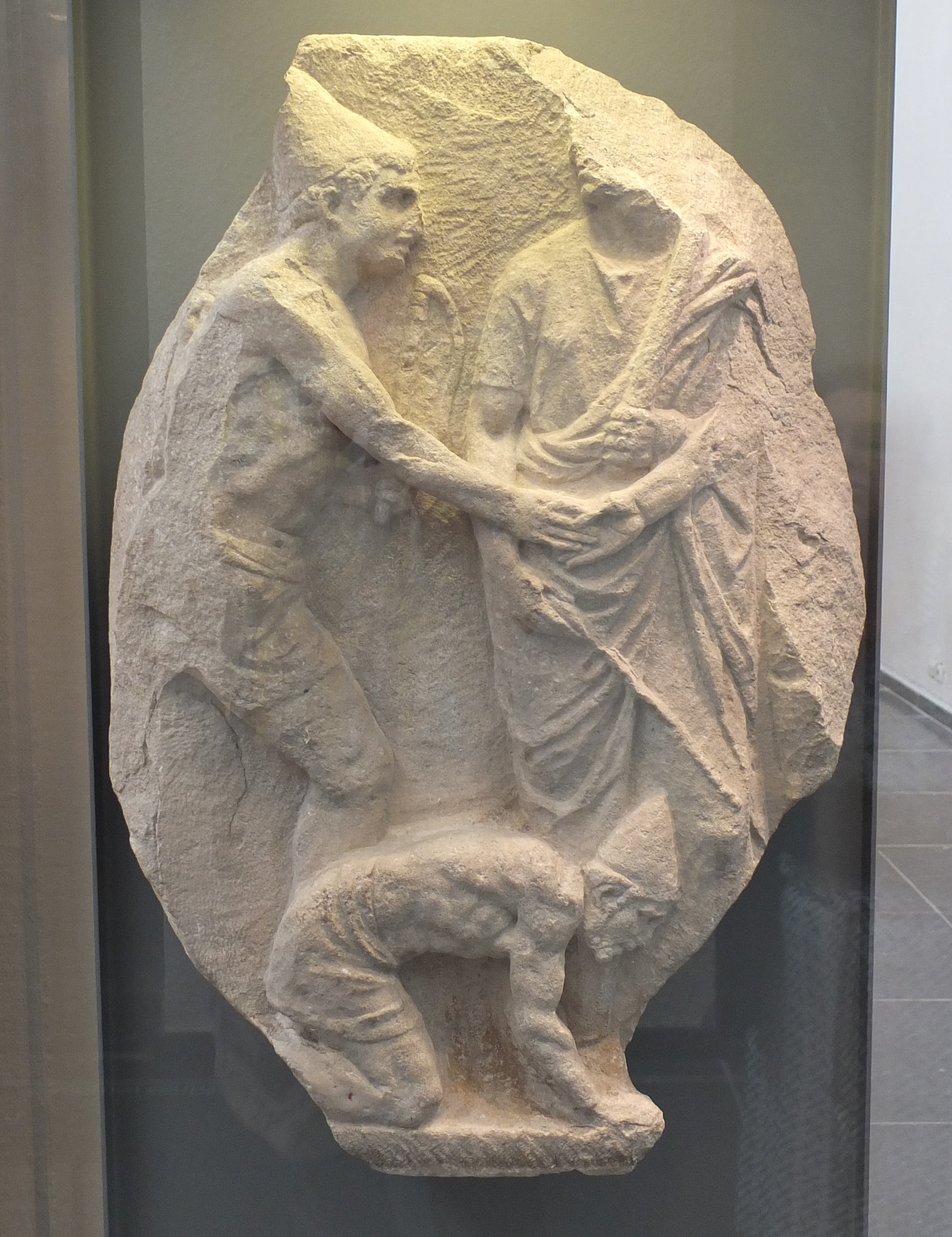

الإعتاق هو تحرير العبد من عبوديته لمالكه وإطلاق سراحه. ونتيجة لأن العبودية كانت شائعة عند الحضارات القديمة، فقد كان الإعتاق أيضاً شائعاً في مختلف الحضارات مثل روما واليونان القديمتين، وأيضاً في الإمبراطورية الفارسية والإمبراطورية العربية حتى وفي مختلف الدول والممالك القديمة. لكن اليوم بعد ظهور الديموقراطية والمفاهيم الأخرى تم إلغاء العبودية ولم يَعد له وجود، ولذا فمصطلح «الإعتاق» لم يَعد يُستخدم في وقتنا الحاضر في الحياة اليومية وأصبح مقتصراً على دراسة التاريخ القديم.

## تاريخ
عندما كان العبد يُعتق في اليونان القديمة، كان يُصبح في الغالب غريباً ويُعتبر أنه ليس من مواطني المدينة التي كان يَعيش فيها. ومع هذا فقد كانت هناك بعض الاستثناءات بالنسبة للأولاد المعتقين الذين يُولدون أحراراً. فمثلاً في أثينا كان يُعتبرون مواطنين، لكن يُتطلب منهم تعيين كفيل (prostates) لهم، والذي غالباً ما يَكون سيدهم القديم، وفي هذه الحالة فكان يَحتاج المُعتق إلى الاستمرار بإعطاء الولاء لسيّده القديم.
في روما القديمة، كان يُعتبر المُعتق رجلاً حراً قانونياً (liberti)، وعادة ما يأخذ اسم عائلة سيده السابق، لكن بالرغم من هذا فإنهم يَظلون ضمن عيون القانون، حيث أنهم لا يَحصلون على جميع حقوق المواطن الروماني (مع أن أولادهم - في حال وُلدوا أحراراً - يَحصلون عليها). حيث أنهم لا يُمكنهم العمل في السياسة، مع أنه بإمكانهم أن يُصبحوا تجاراً أغنياء أو من ضمن كهنة الإمبراطور (وهو منصب عالي الاحترام).